# مسجد خضرشاه
مسجد خضر شاه یا مسجد چهارمنار مربوط به سدهٔ ۹ تا ۱۰ قمری (امپراتوری تیموری) است و در یزد، محله چهار منار واقع شده و این اثر در تاریخ ۱۵ آذر ۱۳۷۸ با شمارهٔ ثبت ۲۵۳۰ به‌عنوان یکی از آثار ملی ایران به ثبت رسیده‌است.

## تاریخچهٔ احداث مسجد
بنای مسجد چهار منار متعلق به دورهٔ تیموری می‌باشد و به احتمال زیاد بنای اصلی مسجد بر ویرانه‌های آتشکده‌ای بر پا شده‌است
میرخضرشاه در محلّه چهارمنار بنای مسجد و خانقاهی را نهاد که بنا بر نوشته وقفنامهٔ آن به نام مسجد جامع و خانقاه ابواسحاقّیه خوانده شده‌است بنا بر سواد وقفنامه که نخستین تحریر آن به سال ۹۰۲ ه‍.ق است، این مکان شامل: جماعت خانه، بقعه، مسجد و خانقاه برای مرشدان و مسلمانان بوده‌است و موقوفات زیادی در شهرهای اردکان، تفت و یزد داشته که می‌باید صرف هزینه تحصیل طلّاب علوم دینی، پذیرایی مسافران، خادم، خطیب، مؤذّن، روشنایی مسجد و پختن آش گندم برای فقرا شود.

## بخش‌های مختلف مسجد

محراب و کاشی‌کاری‌های معرق مسجد میرخضر شاه چهارمنار

مسجد چهار مناز مرکّب از ایوان، صحن تابستانی و گرمخانه است بنا بر آنچه مر حوم ایرج افشار در زمان نگارش کتاب یادگارهای یزد (سال ۱۳۵۳ ش) به چشم وی خورده، به قرار زیر است:
- سراسر محراب از کاشی‌های معرّق (۸۳×۱۱۵سانتی‌متر» عصر تیموری پوشیده شده‌است.
- بدنه سمت شرقی منبر از کاشی معرّق و بلندی آن ۱۴۷ با عرض ۱۹۲ سانتی‌متر است.
- در محراب گرمخانه، یک قطعه سنگ مرمر به اندازه ۶۰×۵۵ امّا بی هیچ نوع ظرافتی، مورّخ ۱۲۹۴ نصب است و به اطرافش دوازده امّام نقر گردیده.
- در مسجد یک قطعه قالی بافت سال ۱۳۵۰ قمری به اندازه ۴۰ / ۷×۲۵ / ۴ متر به طرح سجّاده‌ای (خانه خانه) و با نقوش درخت و بوته وجود دارد.[۵]